# بيرخ آن دال
بيرخ آن دال هي بلدية في مقاطعة خيلدرلند، هولندا. كانت تعرف في السابق باسم خروسبيك.

## طوبوغرافيا
خريطة طوبوغرافية هولندية لبلدية آلبورخ، يناير 2016، (تقرأ بعد ثلاث نقرات على الخريطة)